# نسبة البطين إلى الدماغ
نسبة البطين إلى الدماغ (VBR) هي نسبة إجمالي مساحة البطين إلى إجمالي مساحة الدماغ،والتي يمكن حسابها باستخدام تقنية التخطيط من تقنيات تصوير الدماغ مثل التصوير المقطعي المحوسب. إنه مقياس شائع لتوسع البطين أو ضمور الدماغ لدى المرضى الذين يعانون من إصابة دماغية رضحية أو استسقاء الرأس خارج الفراغ.

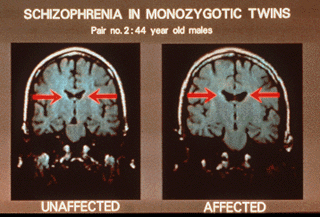
مثال على تضخم البطينين الجانبيين في مرض انفصام الشخصية.

تميل نسبة البطين إلى الزيادة مع تقدم العمر. بشكل عام، تشير نسبة البطين إلى الدماغ العالية إلى مآل أسوأ للتعافي من إصابة الدماغ. على سبيل المثال، ترتبط نسبة البطين إلى الدماغ بشكل كبير بالأداء في بطارية لوريا-نبراسكا العصبية النفسية.وجدت الدراسات أن الأشخاص المصابين بالفصام لديهم بطين ثالث أكبر ونسبة البطين إلى الدماغ كانت أعلى.توصلت الدراسات الارتباطية إلى وجود علاقة بين نسبة البطين إلى الدماغ و نهم الطعام وعكسيا مع تركيز هرمون الغدة الدرقية في البلازما.